# إيريكا واتسون
إيريكا واتسون (26 فبراير 1973 - 27 فبراير 2021) كانت ممثلة وكوميدية وكاتبة أمريكية. اشتهرت بأدوارها في الثمينة و تشي ريك.

## السيرة الشخصية
نشأن واطسون في شيكاغو. التحقت بمدرسة سانت توماس الرسول الابتدائية ومدرسة كينوود الثانوية. تخرجت من جامعة كولومبيا في شيكاغو.
ماتت من مضاعفات كوفيد 19 في خليج مونتيغو، حيث كانت تعيش حتى وفاتها، خلال الجائحة في جامايكا، بعد يوم واحد من عيد ميلادها الثامن والأربعين.